# PFK Spartak Pleven
Cet article concerne le club de football. Pour le club de basket-ball, voir BC Spartak Pleven.
Maillots
Le PFK Spartak Pleven (en bulgare : ПФК Спартак Плевен) est un ancien club bulgare de football basé à Pleven et fondé en 1919. 
Les meilleures performances du club sont une finale de Coupe de Bulgarie de football en 1957 et une troisième place en Championnat de Bulgarie de football la saison suivante. 
Le club fait faillite en janvier 2009 avant de disparaître définitivement en juin 2009. 

## Joueurs
- Plamen Getov